# Softporn Adventure
Softporn Adventure est un jeu vidéo d’aventure humoristique créé par Chuck Benton et publié par On-Line Systems en 1981 sur Apple II puis porté sur Atari 8-bit et IBM PC. Le jeu est principalement connu pour avoir inspiré la série de jeux vidéo Leisure Suit Larry dont le premier épisode Leisure Suit Larry: In the Land of the Lounge Lizards publié en 1987 est une adaptation directe de Softporn Adventure,,.